# Ільяно
Ільяно (італ. Igliano, п'єм. Ijan) — муніципалітет в Італії, у регіоні П'ємонт,  провінція Кунео.
Ільяно розташоване на відстані близько 460 км на північний захід від Рима, 75 км на південь від Турина, 38 км на схід від Кунео.
Населення — 77 осіб (2014).
Щорічний фестиваль відбувається 30 листопада. Покровитель — Андрій Первозваний.

## Демографія
Населення за роками:

Станом на 1 січня 2023 року в муніципалітеті офіційно проживало 13 іноземців з 3 країн, серед них 9 громадян країн Євросоюзу.

## Сусідні муніципалітети
- Кастелліно-Танаро
- Марсалья
- Мураццано
- Роашіо
- Торрезіна